# Méthanimine
La méthanimine, ou méthylèneimine, est un composé chimique de formule H2C=NH. Cette molécule a été détectée dans le milieu interstellaire, notamment dans la galaxie Arp 220, la galaxie ultra-lumineuse en infrarouge la plus proche de la Voie lactée.